# Chiove
 Chiove (in italiano: Piove) è una canzone in lingua napoletana pubblicata nel 1931; più conosciuta come ” ‘A canaria ” o “Tu sì ‘a canaria”.
Si racconta che Libero Bovio abbia scritto il testo della canzone dopo una visita alla grande cantante napoletana, Elvira Donnarumma, gravemente ammalata, che morì di lì a poco.
Chi sî? Tu sî ‘a Canaria...
Chi sî? Tu sî ll’Ammóre...
Tu si’ ll’Ammore,,
ca pure quanno mòre,
canta canzóne nòve...
Giesù, ma cómme chiòve! la, cante e muóre.
Chi sei? Tu sei 'A Canaria...

Chi sei? Tu sei l'amore...

Tu sei l'amore,

che anche quando muore

canta canzoni nuove...

Gesù, ma come piove! Già, canti e muori..
(versi di Libero Bovio)